# Чемпіонат світу із шахів за версією ФІДЕ 2004
Чемпіонат світу з шахів за версією ФІДЕ проходив з 18 червня по 13 липня 2004 року в Триполі (Лівія).
В чемпіонаті брали участь 128 гросмейстерів.
Переможцем турніру та чемпіоном світу став Рустам Касимджанов, який і був проголошений наступним чемпіоном світу з шахів.

## Результати

### Чвертьфінал
| № | Учасник            | Очки |
| - | ------------------ | ---- |
| 1 | Веселин Топалов    | 2    |
| 1 | Андрій Харлов      | 0    |
|   |                    |      |
| 2 | Олександр Грищук   | 1    |
| 2 | Рустам Касимджанов | 3    |
|   |                    |      |
| 3 | Теймур Раджабов    | 3½   |
| 3 | Леньєр Домінгес    | 3½   |
|   |                    |      |
| 4 | Майкл Адамс        | 1½   |
| 4 | Володимир Акопян   | ½    |

### Півфінал
| № | Учасник            | Очки |
| - | ------------------ | ---- |
| 1 | Веселин Топалов    | 2    |
| 1 | Рустам Касимджанов | 4    |
|   |                    |      |
| 2 | Теймур Раджабов    | 1½   |
| 2 | Майкл Адамс        | 2½   |

### Фінал
| Ім’я               | Рейтинг | G1 | G2 | G3 | G4 | G5 | G6 | G7 | G8 | Всього |
| ------------------ | ------- | -- | -- | -- | -- | -- | -- | -- | -- | ------ |
| Майкл Адамс        | 2731    | ½  | 0  | 1  | 0  | 1  | ½  | 0  | ½  | 3½     |
| Рустам Касимджанов | 2652    | ½  | 1  | 0  | 1  | 0  | ½  | 1  | ½  | 4½     |